# 슈퍼피쉬
슈퍼피쉬는 한국방송공사가 제작한 물고기와 인간에 대한 텔레비전 다큐멘터리 방송 프로그램이다. 총 5부작으로 방영되었다. 해당 다큐멘터리를 편집하여 영화관에서 슈퍼피쉬 끝없는 여정이라는 이름으로 상영하였다.